# Francisco Neri
Francisco Valmerino Neri (* 15. Februar 1976 in Rio de Janeiro) ist ein ehemaliger brasilianischer Fußballspieler.

## Karriere
Neri begann erst im Alter von 15 Jahren mit dem Fußballsport. Mit 20 Jahren gab er sein der Debüt in der ersten brasilianischen Liga. Über einen Agenten kam er Ende der 1990er Jahre in die Schweiz zum FC Köniz.
In den folgenden Jahren spielte Neri beim FC St. Gallen, beim FC Wil 1900, beim SC Kriens, beim FC Schaffhausen und den BSC Young Boys. In der Winterpause der Saison 2005/06 wechselte er leihweise zum FC Aarau. Dort kam er aber nur sporadisch zum Einsatz, da er von vielen Verletzungen heimgesucht wurde. In der Saison 2006/07 kehrte er zum FC Schaffhausen zurück.
Ende Saison gab es zwischen Jürgen Seeberger und Neri Differenzen. So musste er sich das Spiel beim FC Basel von der Tribüne aus ansehen. Am Ende stieg er mit dem FC Schaffhausen in die Challenge League ab. Danach spielte Neri für die AC Bellinzona, mit dessen Mannschaft er in die Super League aufstieg und das Finale des Schweizer Cup 2007/08 erreichte. Sein Vertrag wurde im Januar 2009 im gegenseitigen Einvernehmen vorzeitig aufgelöst.